# Alonso Messia Bedoya
Alonso Messia Bedoya SJ, auch Alphonsus Messia oder Mesia (* 10. Januar 1655 in Pacaraos, Peru; † 5. Januar 1732 in Lima) war ein peruanischer Jesuit und Theologe.

## Leben
Bedoya wurde als Sohn von General Francisco Messia y Ramón und Francisca Bedoya y Campusano in Pacaraos in der Provinz Huaral geboren. Er studierte am Colegio Real de San Martín und am Colegio Máximo de San Pablo in Lima und wurde nach der Weihe zum Priester Professor der Theologie an der Universidad de San Marcos (ebenfalls in Lima).
Später lehrte er an der Jesuitenschule in Cusco, wo er selbst Quechua und andere indigene Sprachen lernte. Hier erlangte er einen Ruf als guter Prediger und Theologe und wurde bei seiner Rückkehr nach Lima zum Rektor am Colegio del Príncipe in der indianischen Missionssiedlung in Cercado sowie zum Calificador del Tribunal del Santo Oficio (‚Richter der Heiligen Inquisition‘) ernannt.
1705 wurde Bedoyas zuvorige Ernennung zum Provinzial von Quito annulliert, und er übernahm das Amt des Priors der casa profesa de Nuestra Señora de Desamparados en Lima. 1708 gründete er das Kloster San Rosa de Lima. Zwischen 1711 und 1714 amtierte er als Provinzial von Perú und gründete die Jesuitenschule von Moquegua. Darüber hinaus richtete er zwei Lehrstühle an der Universidad de San Marcos ein und war Beichtvater des Vizekönigs José de Armendáriz.
Alonso Messia Bedoya gilt als verehrungswürdig (der ersten Stufe im Seligsprechungsverfahren).
Seine größte Nachwirkung hatte eine Broschüre, in der er eine dreistündige Andachtsform am Karfreitag vorstellte, die Devoción de las tres horas de la agonía de Cristo Nuestro Señor, Andacht der drei Stunden des Todeskampfes unseres Herrn Christus. Sie umfasste den Vortrag der sieben letzten Worte Jesu am Kreuz, jeweils mit Betrachtungen, Liedern und Gebeten in den drei Stunden von 12 Uhr mittags bis 15 Uhr, der traditionellen Todesstunde Jesu, am Karfreitag. Die Andacht erlangte schnell große Popularität und verbreitete sich über Spanien auch nach Europa.
Joseph Haydn schuf Die sieben letzten Worte unseres Erlösers am Kreuze für eine solche Andacht in Cádiz. In Italien, wo Papst Pius VI. 1789 ihren Gebrauch erlaubte, hieß sie Tre ore di agonia. Im 19. und der ersten Hälfte des 20. Jahrhunderts war diese Andachtsform als Three-hours service vor allem im englischsprachigen Raum auch in protestantischen Denominationen beliebt.

## Werke
- Oración fúnebre a las reales exequias del Rey N. S. Don Luis I. 1725
- Rosario de alabanza o gozo de Jesucristo.
- Devoción de las tres horas de la agonía de Cristo Nuestro Señor y método con que se practicaba en el Colegio Máximo de San Pablo de la Compañía de Jesús de Lima y en toda la provincia del Perú.

Engl. Ausgabe: The Devotion Of The Three Hours Agony On Good Friday, with an introduction by Herbert Thurston (1899) Digitalisat im Internet Archive